# II Неустрашимый Траянов легион
II Неустрашимый Траянов легион (англ. Legio II Traiana Fortis) — римский легион, сформированный императором Траяном в 105 году. Участвовал в дакийских войнах, подавлении иудейских восстаний и парфянских кампаниях. Прекратил своё существование, скорее всего, в V веке. Эмблема легиона — Геркулес. Его значение не вполне ясно, но это наталкивает на мысль, что основатель легиона, Траян, считал себя новым Геркулесом. По крайней мере один оратор, Дион Хрисостом, сравнивал императора с сыном Юпитера.

## История легиона

### Эпоха династии Антонинов

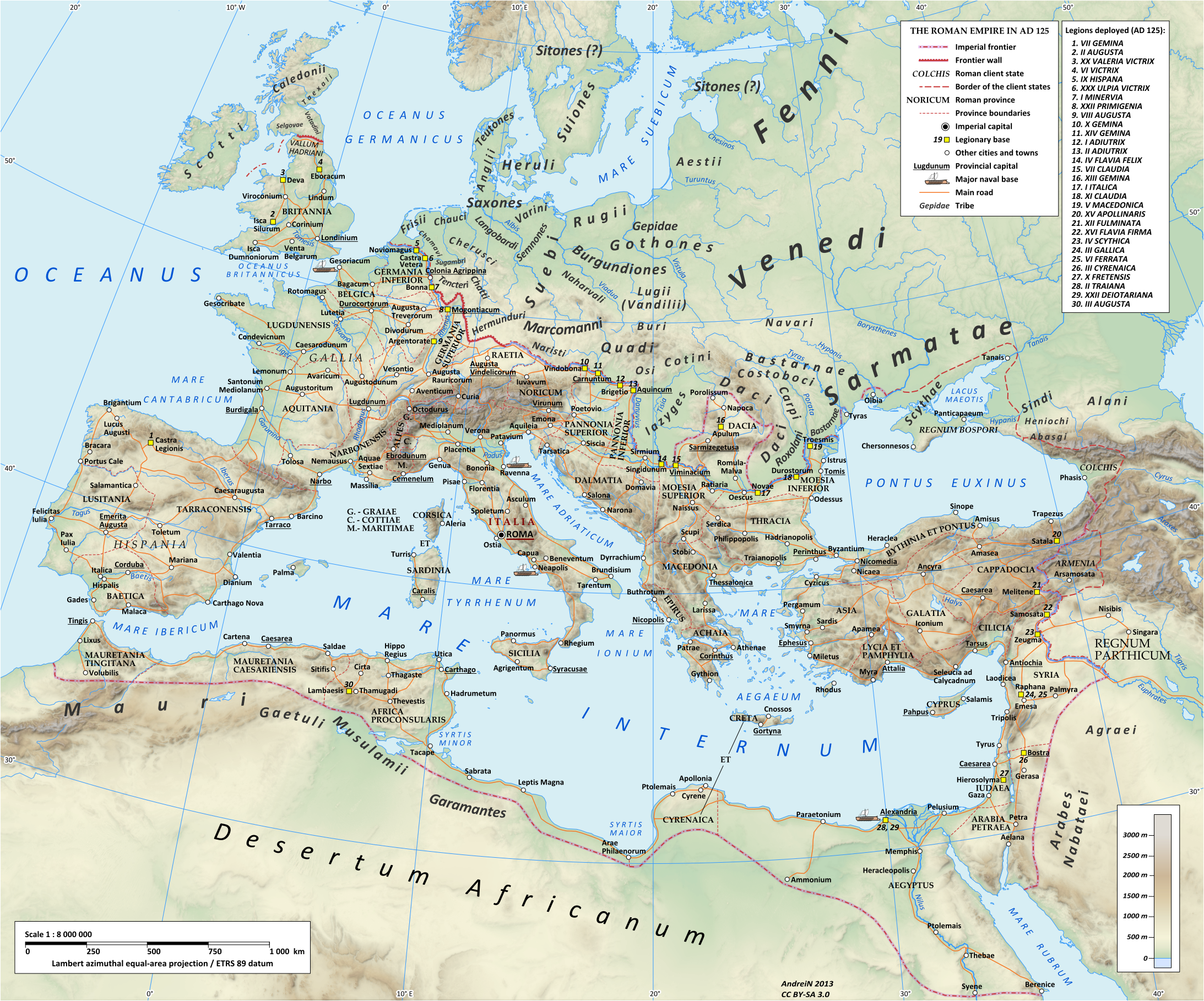
Карта Римской империи (125 год) с местами дислокаций всех легионов

II Неустрашимый Траянов и XXX Победоносный Ульпиев легионы были основаны в 105 году (по другой версии, II легион был основан около 108 года) императором Траяном. Прозвище Fortis (греч. ισχυρά) было получено им либо за какой-то подвиг, либо дано в момент создания как счастливое предзнаменование.
Новое подразделение было отправлено на войну в Дакии, где требовались большие подкрепления. После присоединения Дакии к Римской империи легион был переведен, но неизвестно точно, в какое место. Остается только сделать предположение, что он был послан на восток, где в 106 году была оккупирована Аравия Петрейская. Вполне возможно, что II Неустрашимый Траянов легион составил гарнизон новой провинции вместе с III Киренаикским легионом. По другой версии, он был переброшен в Иудею. С другой стороны, кажется более вероятным его пребывание на дунайской границе. Возможно, что некоторое время легион дислоцировался в Египте.
В 114 году по приказу Траяна легион был переведён в Сирию, где он влился в состав армии, участвовавшей в парфянском походе. После окончания войны подразделение было отправлено в Иудею, где поддерживало X Охраняющий пролив легион в подавлении местных беспорядков. Предположительно, в это время он дислоцировался в Капаркотне в Галилее. При императоре Адриане вексилляции X Охраняющего пролив, II Траянова, III Киренаикского, и VI Железного легионов были заняты строительством водопровода в Колонию Приму Флавию Августу Цезарейскую неподалёку от Кесарии Палестинской. Около 120 года легион построил дорогу от Капаркотны через Диокесарию в Птолемаиду. В 123 году возникла угроза римско-парфянского конфликта. Тогда император Адриан и Тиберий Клавдий Квартин перебросили II Траянов и III Киренаикский легионы на евфратскую границу. Но разногласия были улажены при помощи дипломатии и военных угроз.
Около 125 году II Неустрашимый Траянов легион был заменен в своём лагере в Капаркотне на VI Железный легион и после этого передислоцирован в пригород египетской столицы Александрии Никополь, где и оставался в течение следующих трех с половиной столетий. Во время восстания Бар-Кохбы, XXII Дейотаров легион был отправлен вместе с частями II Траянова легиона в Иудею для подавления восстания. Несколько когорт II Траянова были оставлены в Никополе, поскольку имелись опасения мятежа со стороны местной крупной еврейской общины.
После победы над восставшими евреями, солдаты II Траянова легиона вернулись с крупными потерями в личном составе (XXII Дейотаров легион был вообще уничтожен). Теперь II Неустрашимый Траянов легион являлся главной военной силой во всем Египте. Не только в Александрии, но и по всей провинции использовались солдаты легиона: в городах Верхнего Египта они стояли гарнизоном. Даже в Пселхисе, самом южном городе империи, находились легионеры II Траянова, которые служили там в качестве сборщиков налогов на нубийской границе. Части легиона были размещены в Панополисе, Фивах и Сиене.
Скорее всего, вексилляции II Неустрашимого Траянова легиона участвовали в парфянском походе Луция Вера. Участие в Маркоманской войне Марка Аврелия не исключается, но и не доказано. Однако известно, что некоторые солдаты в 170 году занимались расширением укреплений портового города Салоны. Около 185 года легиону присваивается почетное звание «Германский», что может указывать на участие в этих войнах.
Не вызывает сомнений то, что II Неустрашимый Траянов легион в 175 году поддержал мятежного полководца Авидия Кассия. Его бунт, однако, не увенчался успехом.

### Год пяти императоров и эпоха династии Северов
Девятнадцать лет спустя II Неустрашимый Траянов легион поддержал претендента на престол Песценния Нигера, наместника Сирии. Но перед решающем сражением против Септимия Севера в 194 году, легион перешёл на его сторону и утверждал с тех пор, что именно благодаря его поддержке Север одержал победу.
Солдаты II Неустрашимого Траянова легиона имели обычай писать на надгробиях легионеров центурию, где они служили. Это практически уникальный обычай, который был известен только у II Траянова и II Парфянского легионов. Считается, что II Парфянский легион перенял такую традицию, поскольку частично был набран в Александрии, где и дислоцировался II Траянов легион.
В правление Каракаллы в 213/214 году II Траянов легион принимал участие в кампании против алеманнов. В это же время и/или при Гелиогабале легион получил почетное прозвище «Антонинов». Возможно, вексилляции II Траянова легиона участвовали в персидском походе Александра Севера. Части легиона восстали против Александра Севера, который подавил мятеж. Но судя по всему, но не весь легион был наказан, поскольку он получил почётное прозвище «Северов».

### Эпоха солдатских императоров и Поздняя античность
В 260 году, после пленения императора Валериана I, Макриан Младший и Квиет провозгласили себя императорами. Возможно, они брали с собой вексилляцию II Траянова легиона в походе на Запад, но в 261 году в битве при Сердике во Фракии были разбиты полководцем законного императора Галлиена Авреолом. Возможно, Галлиен перебросил часть легиона из Египта в Галлию для борьбы с галльским императором Постумом. Римское войско возглавил Авреол, который вскоре предал Галлиена. Преемник Постума Викторин чеканил в честь легиона золотые монеты, на которых II Траянов имеет прозвище Pia Fidelis, однако нигде не встречается в надписях. При Аврелиане, разгромившем Галльскую империю, часть II Траянова легиона вернулась обратно в Египет. Название легиона присутствует также на монетах Нумериана и Карина.
В 296 году император Диоклетиан усилил гарнизон в Александрии новым III Диоклетиановым легионом. Ситуация в Верхнем Египте оставалась неспокойной, поэтому в 297/298 году Диоклетиан начал кампанию и дошел до Элефантины. Вероятно, вексиляции II Траянова и III Диоклетианова легионов обороняли провинцию Юпитеров Египет (западная дельта Нила). Возможно, подразделения легиона участвовали в борьбе с маврами.
По спорному мнению отдельных историков часть легиона была переброшена в Галлию, где стала основой легендарного Фиваидского легиона. Около 300 года, две вексилляции легиона находились в верхнеегипетской провинции Фиваида, а около 320 года одна вексилляция была в провинции Геркулиев Египет.
В начале V века II Неустрашимый Траянов легион последний раз упоминается в источниках. Согласно Notitia Dignitatum, часть легиона дислоцировалась в Паремболе на южной границе Египта под командованием комита египетской границы как лимитан (пограничная армия). Другая часть легиона находилась в Аполлонополе Великом под руководством дукса Фиваиды.